# Jenn Wasner
Jenn Wasner (Baltimora, 16 aprile 1986) è una cantante e polistrumentista statunitense.
Assieme all'amico Andy Stack è la fondatrice del duo musicale Wye Oak, di Baltimora, col quale si è esibita in tour assieme a gruppi musicali di rilievo, come The National e The Decemberists.

## Biografia
Nata a Baltimora, Wasner ha iniziato a cantare da molto piccola assieme alla madre e ha iniziato a seguire lezioni di pianoforte all'età di cinque anni. A dieci anni sua madre le insegnò a suonare la chitarra, permettendole di dare inizio alla sua carriera da cantautrice. Al liceo ha conosciuto Andy Stack assieme al quale ha iniziato a suonare. Wasner ha continuato a scrivere musica mentre frequentava il college.
Dopo il college, Wasner si è trasferita nel quartiere di Hampden, sempre a Baltimora. Assieme a Stack ha fondato un duo musicale sotto il nome di Monarch, cambiato poco dopo in Wye Oak, in riferimento ad un albero di quercia del Maryland. Nel 2011 il duo è stato in tour negli Stati Uniti e in Europa dopo l'uscita di Civilian, album candidato come miglior album di quello stesso anno da The A.V. Club e utilizzato nella serie televisiva The Walking Dead e nel film Safety Not Guaranteed.
Nel 2012 ha iniziato a lavorare come solista al progetto Flock of Dimes col quale ha sperimentato la musica elettronica, approcciandosi ai sintetizzatori. L'anno seguente ha collaborato assieme a Jon Ehrens del gruppo musicale pop White Life, di Baltimora, al progetto Dungeonesse.
Nel 2014 Wasner e Stack si sono riuniti per incidere il loro quinto album dal titolo Shriek, pubblicato nell'aprile dello stesso anno, per il quale sono stati in tour nell'America del Nord e in Europa, dopo essersi esibiti al Coachella Valley Music and Arts Festival.

## Discografia

### Wye Oak
- 2007 – If Children
- 2009 – The Knot
- 2010 – My Neighbor / My Creator (EP)
- 2011 – Civilian
- 2014 – Shriek

### Flock of Dimes
- 2012 – Curtain / Apparition (singolo 7")
- 2012 – Prison Bride (singolo 7")
- 2021 - Head Of Roses